# Marsdijk

De locatie van Marsdijk in Assen

Marsdijk is een wijk in Assen-noord, provincie Drenthe (Nederland), gebouwd in de periode 1985-2005. In de wijk wonen  12.000 mensen in 5.000 woningen. De wijk ligt ingeklemd in de oksel van het Noord-Willemskanaal en het Havenkanaal als aftakking daarvan door het centrum van Assen. 

## Naam
De naam van de wijk is ontleend aan de Marsdijk, een weg van de buurtschap Peelo langs de marslanden naar het dorpje Loon. Marslanden zijn in Drenthe laaggelegen graslanden langs beken die in natte perioden onder water komen te staan. Over onder andere deze dijk kwamen de Canadezen tijdens de Tweede Wereldoorlog Assen binnen. Het idee dat de dijk de naam kreeg vanwege deze 'marsroute' klopt niet. Reeds op de kaart van 1898 van het kadaster staat de naam 'Marsdijk' voor deze weg vermeld. De weg als zodanig staat al ingetekend op de Franse topografische kaarten die in 1811-1813 van het gebied zijn gemaakt. Het is tegenwoordig een fietspad dat de wijk doorkruist.

## Historie van het gebied
Het gebied waar de woonwijk Marsdijk is verrezen stond bekend onder de veldnamen Kleuvenveld en Stoepveld. De strook lager gelegen vochtige graslanden tussen de twee velden, de Landjes, is bij de ontwikkeling van de woonwijk gehandhaafd. Uit archeologisch onderzoek bleek dat het Kleuvenveld al vanaf het vroegste ontstaan van de landbouw in Europa, het neolithicum, ca. 11000-3000 v.Chr., in gebruik was als woon- en landbouwgebied. Dit is afgeleid uit sporen van boerderijen, spiekers en akkercomplexen (celtic fields) van voor de tijd van het Romeinse Rijk. Ook in de middeleeuwen en later was er steeds sprake van de aanwezigheid van agrarische bedrijvigheid. Aan de westkant, tegen het wegvak Peelo ter hoogte van de Marsdijk, was de buurtschap Peelo gelegen. De straatnamen van de Hof-buurt verwijzen naar de  vroegere boerenerven: Derkingehof, Huisingehof etc. De Borgstee, op het industrieterrein ten zuiden van de Marsdijk, verwijst naar de burcht die de Groninger familie Onsta daar naar Ommelander voorbeeld in de 16e-17e eeuw heeft gebouwd. Op kaarten uit de negentiende eeuw zijn het Kleuvenveld en het Stoepveld aangemerkt als heidegrond. Tot het einde van de negentiende eeuw was heidegrond onderdeel van de agrarische bedrijfsvoering voor het weiden van schapen en het plaggen ten behoeve van de bemesting van de akkers op de Peeloër es, waar nu de wijk Peelo is. Na de introductie van kunstmest was heidegrond van minder belang en is het Kleuvenveld eind jaren dertig van de vorige eeuw ontgonnen. Daarbij zijn de tien aanwezige grafheuvels geëgaliseerd.

## Ontstaansgeschiedenis van de woonwijk
Nadat Assen in 1959 was aangewezen als industriekern werd het gebied van Marsdijk oorspronkelijk gedacht als industriegebied. De Historische Atlas van Assen bevat een plankaart waarin het geheel is ingericht als industrieterrein met tal van insteekhavens en aansluitingen op het spoorwegnet.  Van het industriegebied is het gedeelte ten zuiden van het Marsdijkpad gerealiseerd. Marsdijk is als woongebied voor het eerst aangegeven in het gemeentelijke ontwerp-structuurplan 1974 en door de gemeenteraad definitief vastgesteld in 1980. In 1987 werden de eerste woningen opgeleverd en tegen 2000 was de wijk voltooid.

## Ruimtelijke structuur van de wijk[7]
Bij de bouw van de wijk Marsdijk is rekening gehouden met het onderliggende landschap. In de wijk komen het beekdal ‘De Landjes’ en de oude weg ‘Marsdijk’ duidelijk naar voren. Het Anne Frankpark is een grote groene hoofdstructuur in de wijk. Openheid (voornamelijk gras met bomen) en de zichtlijn van noord naar zuid (en vice versa) zijn de belangrijkste kenmerken van dit park.
Marsdijk is in twee fasen ontwikkeld. Het Anne Frankpark is de grens tussen Marsdijk I en II. De beide delen onderscheiden zich van elkaar door de stedenbouwkundige opzet. Marsdijk I heeft een opzet die sterk verwant is met de woonerf wijken uit de jaren ’80. De wijk bestaat uit kleine buurtjes, vaak geordend rondom een pleintje met groen en parkeren. De structuur van de wijk is in feite een optelsom van deze buurtjes. In Marsdijk II is de stedenbouwkundige opzet veel meer structurerend voor de wijk. Niet het buurtje, maar de wijk is de stedenbouwkundige eenheid. Kenmerkend zijn grotere stedenbouwkundige structuren als De Landjes, de Stoepveldsingel en het water bij de Messchen.
De buurten van de wijk Marsdijk zijn voor autoverkeer ontsloten via een ringweg die door de wijk loopt. Deze ringweg sluit aan op de Europaweg Noord. Aan de westzijde van de wijk Marsdijk is tevens een ontsluiting aanwezig richting de  A28. De woonbuurten zelf zijn ingericht als verblijfsgebied waar niet sneller dan 30 km/uur gereden mag worden.
Voor fietsers en voetgangers is de wijk bovendien verbonden met het buitengebied door een brug over het Noord-Willemskanaal in het Markepad, ten noorden van het Anne Frankpark naar het Messchenveld, de Enkeerdbrug over het Havenkanaal vanuit de Hamelbuurt naar de Looner Es, en een verbinding vanuit het Stoepveld naar de Lonerbrug over het Havenkanaal naar Loon. Deze drie verbindingen geven ook toegang tot de doorfietsroute ‘De Groene As’ van Assen naar Groningen.

## Voorzieningen
In het midden van Marsdijk bevindt zich een winkelcentrum met 18 winkels. De wijk heeft vier basisscholen (met als grootste De Marskramer), één voetbalclub, een korfbalvereniging (AVO), een overdekte sporthal met kantine en een voetbalstadion. In het wijkgebouw, genaamd De Dissel, is de wijkvereniging actief. Het Anne Frank-park ligt midden in Marsdijk, begin 2007 is men begonnen met een project om in dit park meer bomen te plaatsen, daarnaast worden nieuwe speeltoestellen voor kinderen geplaatst. Aan de zuidoostzijde van Marsdijk ligt het Beekdal, een klein natuurgebied. Hier staat een kinderboerderij die de Beekdalhoeve heet. Aan de noordzijde van de wijk ligt een kleine jachthaven.

## Demografische gegevens
De wijk telt 11949 inwoners (2022) en 4935 huishoudens (2020). De gemiddelde grootte van de huishoudens is 2,4.